# 러시아 유대인
러시아 유대인(러시아어: Русские евреи; 히브리어: יהדות רוסיה; 이디시어: רוסישע ייִדן)은 역사적으로 러시아와 그 지역에 유대인들의 역사는 적어도 1,500년 전으로 거슬러 올라간다. 러시아의 유대인들은 역사적으로 많은 종교적이고 민족적인 디아스포라를 구성했고, 러시아 제국은 한때 세계에서 가장 많은 유대인 인구를 수용했다. 이러한 영토 내에서, 주로 많은 다른 지역의 아슈케나즈 유대인 공동체는 번영하고 현대 유대교의 가장 독특한 신학적, 문화적 전통을 발전시켰으며, 또한 폭력적인 포그롬을 포함한 반유대적 차별 정책과 박해의 시기에 직면했다. 일부 사람들은 21세기 초부터 러시아 내부의 유대인 공동체의 "부흥"을 묘사했지만, 러시아 유대인 인구는 여전히 유럽에서 가장 큰 규모에 속하지만, 오늘날까지 계속되는 소련의 해체 이후 급격한 감소를 경험했다.

## 개요 및 배경
러시아 유대인 중 가장 큰 집단은 아슈케나즈 유대인이지만, 이 공동체에는 산악 유대인, 스파라드 유대인, 카라임족, 크림차크인, 부하라 유대인, 유대계 조지아인을 포함한 다른 유대인 디아스포라 출신의 다른 비 아슈케나즈도 상당 부분 포함된다.
역에서 유대인들의 존재는 기원후 7세기에서 14세기까지 거슬러 올라갈 수 있다. 11세기와 12세기에, 오늘날 우크라이나에 있는 키이우의 유대인 인구는 별도의 4분의 1로 제한되었다. 러시아 모스크바에 유대인이 있었다는 증거는 1471년 연대기에 처음 기록되어 있다. 18세기 예카테리나 2세의 통치 기간 동안, 유대인들은 그들이 살거나 이주할 수 있는 영토인 러시아 내의 정착지 (1791년~1917년)로 제한되었다. 알렉산드르 3세는 반유대 정책을 강화했다. 1880년대부터 반유대 포그롬의 물결이 수십 년 동안 제국의 여러 지역을 휩쓸었다. 2백만 명 이상의 유대인들이 1880년과 1920년 사이에 러시아를 떠났고, 대부분은 미국과 오늘날 이스라엘로 갔다. 정착촌은 17세기 후반 러시아의 유대인들이 누렸던 많은 권리를 빼앗았다. 이 시기에 유대인들은 오늘날 벨라루스, 리투아니아, 폴란드 동부, 우크라이나 지역으로 제한되었다. 이 시기에 서유럽이 해방을 경험하고 있던 곳에서, 러시아에서는 유대인들을 위한 법이 점점 더 엄격해지고 있었다. 그들은 이 이주 옵션을 선택한 것은 소수의 유대인들에 불과했지만, 덜 붐비는 지역을 향해 더 동쪽으로 이동하는 것이 허용되었다. 산발적이고 종종 빈곤한 공동체는 슈테틀로 알려져 있다.
1917년 이전까지 러시아에는 300,000명의 시온주의자들이 있었고, 주요 유대인 사회주의 조직인 유대인 노동총연맹은 33,000명의 회원이 있었다. 1917년 이전에는 958명의 유대인만이 볼셰비키 당에 가입했고, 혁명 이후에는 수천 명이 가입했다.  제1차 세계 대전의 혼란스러운 세월, 2월과 10월 혁명, 그리고 러시아 내전은 반유대주의로 이어진 사회적 혼란을 만들었다. 1918년에서 1922년 사이의 포그롬으로 약 150,000명의 유대인이 죽었고, 그 중 125,000명은 우크라이나에서, 25,000명은 벨라루스에서 사망했다. 포그롬은 대부분 반공 세력에 의해 자행되었다. 때로는 붉은 군대도 포그롬에 참여했다. 안톤 데니킨의 하얀 군대는 "유대인을 공격하고 러시아를 구하라!"를 모토로 반유대주의의 보루였다. 볼셰비키 붉은 군대는 비록 군인 개개인이 반유대주의적 학대를 저질렀지만, 반유대주의에 반대하는 정책을 가지고 있었고, 결과적으로 많은 유대인들의 지지를 얻었다. 잠시의 혼란 끝에, 소련은 죄를 지은 사람들을 처형하기 시작했고 심지어 유대인들을 공격한 사람들의 군대를 해산하기 시작했다. 비록 포그롬이 그 후에도 여전히 자행되었지만, 일반적으로 유대인들은 붉은 군대를 자신들을 방어할 수 있는 유일한 군대로 여겼다. 러시아 내전 포그롬은 세계 유대인들을 충격에 빠뜨렸고 많은 유대인들을 붉은 군대와 소련 정권에 결집시켜 유대인들을 위한 조국을 만들겠다는 열망을 강화했다. 1919년 8월, 소련 정부는 많은 랍비들을 체포했고, 회당을 포함한 유대인 재산을 압수했으며, 많은 유대인 공동체를 해산시켰다. 공산당의 유대인 부문은 히브리어 사용을 "반동적", "엘리트주의자"로 규정하고 히브리어 교육을 금지했다. 시온주의자들은 가혹하게 박해를 받았고, 유대인 공산주의자들이 공격을 주도했다.

## 러시아 제국
그들의 상황은 러시아 제국이 역사적으로 특히 폴란드의 제2차 (1793년)와 제3차 (1795년) 분할 기간 동안 유대인 거주자의 높은 비율을 포함했던 큰 리투아니아와 폴란드 영토에 대한 통치를 획득했던 예카테리나 2세의 통치 기간 동안 급격하게 바뀌었다. 영연방의 법적 체계 아래에서 유대인들은 "장애"라고 완곡하게 표현된 경제적 제한을 견뎌냈는데, 이것은 또한 러시아의 점령 이후에도 계속되었다. 예카테리나는 폴란드 입헌왕국, 리투아니아, 우크라이나, 그리고 크림반도를 포함하는 정착촌의 창백함을 설립했다 (후에 후자는 제외되었다). 유대인들은 창백함 안에 거주하도록 제한되었고 러시아의 다른 지역으로 이민갈 수 있는 특별한 허가를 받아야 했다. 창백함 안에서 유대인 거주자들은 지방 선거에서 투표권이 주어졌지만, 많은 지역에서 그들의 비율이 훨씬 더 높았음에도 불구하고, 그들의 투표는 총 투표자 수의 3분의 1로 제한되었다. 이것은 지역 수준에서 민족 집단 간의 갈등을 제도화하는 한편 민주주의의 분위기를 제공하는 역할을 했다.

## 소련

### 제2차 세계 대전 이전

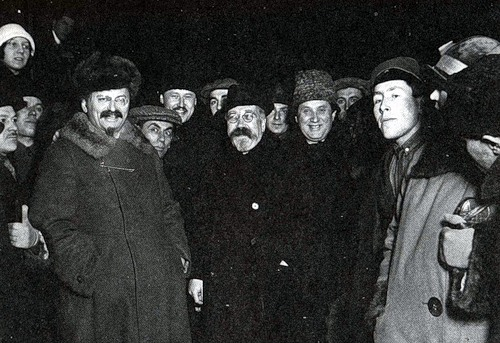
볼셰비키 혁명가 레프 트로츠키, 레프 카메네프, 그리고 그리고리 지노비예프는 나중에 이오시프 스탈린의 명령으로 처형되거나 암살되었다.

블라디미르 레닌과 볼셰비키는 1918년 인민위원회에 의한 공식적인 비난을 포함하여 혁명 이전에 볼셰비키의 정책을 계속하면서 포그롬을 강하게 비난했다. 이 시대의 포그롬에 대한 반대와 러시아 반유대주의의 표현은 볼셰비키의 모든 국가와 종교 소수자에 대한 동화 정책과 대중적인 반유대주의를 악화시킬 것을 우려하여 유대인의 우려를 지나치게 강조하는 것에 대한 우려로 인해 복잡해졌고, 볼셰비키 정권을 공개적으로 유대인과 동일시하고 있었기 때문이다.

### 소련의 글라스노스트와 끝
1989년에는 기록적으로 71,000명의 소련 유대인들에게 소련에서 탈출할 수 있는 기회가 주어졌는데, 이 중 이스라엘로 이주한 사람은 12,117명에 불과하다. 처음에 미국의 정책은 소련 유대인들을 난민으로 취급하고 무제한으로 이주를 허용했지만, 이 정책은 결국 막을 내리게 되었다. 이에 따라 이스라엘이 유일하게 무조건적으로 이들을 데려가려는 국가였기 때문에 더 많은 유대인들이 이스라엘로 이주하기 시작했다.
1980년대 미하일 고르바초프의 자유주의 정부는 유대인의 무제한 이민을 허용했고, 1991년 소련 자체가 붕괴되었다. 이에 따라 구 소련에서 유대인들의 대규모 이주가 이루어졌다. 1970년대 이후 110만 명이 넘는 유대인 출신 러시아인들이 이스라엘로 이주했는데, 그중 10만 명은 곧이어 미국, 캐나다 등 제3국으로 이주했고, 24만 명은 할라카 치하에서 유대인으로 간주되지 않았지만 유대인 혈통이나 결혼으로 인해 귀환법에 따라 자격을 얻었다. 잭슨-바닉 수정안 채택 이후 60만 명이 넘는 소련 유대인들이 이주했다.

## 오늘날의 러시아
오늘날 유대교는 동방 정교회, 이슬람교, 불교와 함께 러시아의 4대 "전통 종교" 중 하나로 공식 지정되어 있다. 그러나, 전체 러시아 유대인 인구의 39.61%에 해당하는 총 33,230명이 모스크바에 28,119명, 주변 모스크바주에 5,111명이 거주하고 있으며, 이는 2002년 인구 조사에서 232,267명이 거주하고 있으며, 이는 러시아 전체 유대인 인구의 12.00%에 해당하는 총 10,066명이 상트페테르부르크에 거주하고 있다. 따라서 러시아의 두 대도시와 주변 지역이 전체 러시아 유대인 인구의 51.61%를 차지하고 있다.
세 번째로 인구가 많은 공동체는 크림반도로 자치 공화국에 2,522명(크림차크 864명)의 인구가 있었고, 세바스토폴에 517명(크림차크 35명 포함)의 인구가 있었으며, 215명의 크림 카라이이트를 제외한 총 3,039명(크림차크 29.58%)의 인구가 있었다. 이는 전체 러시아 유대인 인구의 3.62%에 해당한다.

## 같이 보기
- 우크라이나 유대인
- 벨라루스 유대인
- 에스토니아 유대인
- 라트비아 유대인
- 유대인 자치주